# ジャパンラグビートップイーストリーグ2025春季交流戦トーナメント
ジャパンラグビートップイーストリーグ2025春季交流戦トーナメントは、2025年5月10日から6月29日まで開催のトップイーストリーグの春季交流戦トーナメントである。日本の2025年度ラグビーユニオン社会人地域リーグにおける、年度はじめの東日本大会である。

## 概要
2024年大会に引き続き、トップウェストA所属の中部電力が参加。
トップイーストB5位の大塚刷毛が3年ぶりの出場。トップイーストC4位の船岡自衛隊ワイルドボアーズは不出場。
下記のように、AZ-COM丸和MOMOTARO'Sが優勝、初優勝となった。

## 方式
- シード権のあるトーナメントによる勝ち抜き戦。3位決定戦を除き、敗者戦はない。
- 1回戦からは、トップイーストC全チーム、トップイーストBの3位～5位が参加。2回戦からは、トップイーストBの1位と2位、トップイーストAの4位と5位、トップウェストAが参加。3回戦（準々決勝）は、トップイーストAの上位3チームが参加[2]。
- 3位決定戦も実施。

## 出場チーム
18チーム。1回戦は10チームで行う。（　）内は昨年の各リーグ順位。

### トップイーストA
- AZ-COM丸和MOMOTARO’S（Aグループ1位）- 3回戦からのシード
- 東京ガス（Aグループ2位）- 3回戦からのシード
- 日立Sun Nexus茨城（Aグループ3位）- 3回戦からのシード
- 明治安田ホーリーズ（Aグループへ昇格）- 2回戦からのシード
- クリーンファイターズ山梨（Aグループへ昇格）- 2回戦からのシード

### トップイーストB
- 横河武蔵野アトラスターズ（Bグループへ降格）- 2回戦からのシード
- 秋田ノーザンブレッツラグビーフットボールクラブ（Bグループへ降格）- 2回戦からのシード
- 富士フイルムビジネスイノベーショングリーンエルクス（Bグループ3位）
- LION FANGS（Bグループ4位）
- 大塚刷毛（Bグループ5位）

### トップイーストC
- 日本航空JAL WINGS（Cグループ1位）
- JR東日本レールウェイズ（Cグループ2位）
- サントリーフーズサンデルフィス（Cグループ3位）
- ワセダクラブTOP RUSHERS（Cグループ5位）
- 警視庁（Cグループ6位）
- BIG BLUES八千代ベイ東京（Cグループ7位）
- あいおいニッセイ同和損保タフウルズ（Cグループ8位）

船岡自衛隊ワイルドボアーズ（Cグループ4位）は不参加。

### トップウェストA
- 中部電力（トップウェストAリーグ1位）- 2回戦からのシード

## 試合日程
出典：

### 1回戦
| 5月10日(土) 13:00 | 日本航空JAL WINGS （Cグループ1位） | 19-24 | BIG BLUES八千代ベイ東京 （Cグループ7位） | ブリオベッカ浦安, 千葉県浦安市 |
| 5月10日(土) 13:00 | SNS                                |       |                                          | ブリオベッカ浦安, 千葉県浦安市 |

| 5月18日(日) 13:00 | 富士フイルムビジネスイノベーショングリーンエルクス （Bグループ3位） | 40-19 | サントリーフーズサンデルフィス （Cグループ3位） | 富士フイルムグラウンド, 神奈川県海老名市 富士フイルムビジネスイノベーション 海老名事業所内 |
| 5月18日(日) 13:00 | SNS                                                                 |       |                                                 | 富士フイルムグラウンド, 神奈川県海老名市 富士フイルムビジネスイノベーション 海老名事業所内 |

| 5月18日(日) 13:00 | LION FANGS （Bグループ4位） | 71-5 | あいおいニッセイ同和損保タフウルズ （Cグループ8位） | ライオン市原グラウンド, 千葉県市原市 ライオン千葉工場内 |
| 5月18日(日) 13:00 | SNS                         |      |                                                     | ライオン市原グラウンド, 千葉県市原市 ライオン千葉工場内 |

| 5月18日(日) 13:00 | ワセダクラブTOP RUSHERS （Cグループ5位） | 14-29 | JR東日本レールウェイズ （Cグループ2位） | 大宮けんぽグラウンド, 埼玉県さいたま市 |
| 5月18日(日) 13:00 | SNS                                      |       |                                         | 大宮けんぽグラウンド, 埼玉県さいたま市 |

| 5月18日(日) 13:00 | 警視庁 （Cグループ6位） | 5-73 | 大塚刷毛 （Bグループ5位） | 警視庁グラウンド, 東京都東大和市 |
| 5月18日(日) 13:00 | SNS                     |      |                           | 警視庁グラウンド, 東京都東大和市 |

### 2回戦
| 5月25日(日) 13:00 | 富士フイルムビジネスイノベーショングリーンエルクス | 5-33 | 中部電力 （トップウェストAリーグ1位） | 富士フイルムグラウンド, 神奈川県海老名市 富士フイルムビジネスイノベーション 海老名事業所内 |
| 5月25日(日) 13:00 | 勝敗表 トーナメント表                              |      |                                       | 富士フイルムグラウンド, 神奈川県海老名市 富士フイルムビジネスイノベーション 海老名事業所内 |

| 5月25日(日) 13:00 | 横河武蔵野アトラスターズ （Bグループへ降格） | 36-18 | LION FANGS | 武蔵野市立武蔵野陸上競技場, 東京都武蔵野市 |
| 5月25日(日) 13:00 | 勝敗表 トーナメント表                        |       |            | 武蔵野市立武蔵野陸上競技場, 東京都武蔵野市 |

| 5月25日(日) 13:00 | 明治安田ホーリーズ （Aグループへ昇格） | 63-17 | BIG BLUES八千代ベイ東京 | 明治安田生命グリーンランド, 東京都八王子市 |
| 5月25日(日) 13:00 | 勝敗表 トーナメント表                  |       |                         | 明治安田生命グリーンランド, 東京都八王子市 |

| 5月25日(日) 13:00 | 秋田ノーザンブレッツラグビーフットボールクラブ （Bグループへ降格） | 35-19 | 大塚刷毛 | 秋田スポーツPLUS・ASPスタジアム, 秋田県秋田市 |
| 5月25日(日) 13:00 | 勝敗表 トーナメント表                                              |       |          | 秋田スポーツPLUS・ASPスタジアム, 秋田県秋田市 |

| 6月1日(日) 13:00 | クリーンファイターズ山梨 （Aグループへ昇格） | 42-7 | JR東日本レールウェイズ | 御勅使南公園ラグビー場, 山梨県南アルプス市 |
| 6月1日(日) 13:00 | 勝敗表 トーナメント表                        |      |                        | 御勅使南公園ラグビー場, 山梨県南アルプス市 |

### 3回戦
| 6月8日(日) 12:00 | AZ-COM丸和MOMOTARO'S （Aグループ1位） | 57-17 | 中部電力 （トップウェストAリーグ1位） | 東京大学丸和柏FUSIONフィールド, 千葉県柏市 |
| 6月8日(日) 12:00 | 勝敗表 トーナメント表                 |       |                                       | 東京大学丸和柏FUSIONフィールド, 千葉県柏市 |

| 6月8日(日) 13:00 | 明治安田ホーリーズ （Aグループへ昇格） | 33-24 | 横河武蔵野アトラスターズ （Bグループへ降格） | 明治安田生命グリーンランド, 東京都八王子市 |
| 6月8日(日) 13:00 | 勝敗表 トーナメント表                  |       |                                              | 明治安田生命グリーンランド, 東京都八王子市 |

| 6月8日(日) 13:00 | 日立Sun Nexus茨城 （Aグループ3位） | 50-14 | クリーンファイターズ山梨 （Aグループへ昇格） | 日立市民運動公園陸上競技場, 茨城県日立市 |
| 6月8日(日) 13:00 | 勝敗表 トーナメント表              |       |                                              | 日立市民運動公園陸上競技場, 茨城県日立市 |

| 6月8日(日) 12:00 | 東京ガス （Aグループ2位） | 50-12 | 秋田ノーザンブレッツラグビーフットボールクラブ （Bグループへ降格） | 東京ガス大森グラウンド, 東京都大田区 |
| 6月8日(日) 12:00 | 勝敗表 トーナメント表     |       |                                                                    | 東京ガス大森グラウンド, 東京都大田区 |

### 準決勝
| 6月15日(日) 12:00 | 東京ガス              | 66-7 | 日立Sun Nexus茨城 | 東京ガス大森グラウンド, 東京都大田区 |
| 6月15日(日) 12:00 | 勝敗表 トーナメント表 |      |                   | 東京ガス大森グラウンド, 東京都大田区 |

| 6月15日(日) 13:00 | AZ-COM丸和MOMOTARO'S  | 59-14 | 明治安田ホーリーズ | 東京大学丸和柏FUSIONフィールド, 千葉県柏市 |
| 6月15日(日) 13:00 | 勝敗表 トーナメント表 |       |                    | 東京大学丸和柏FUSIONフィールド, 千葉県柏市 |

### 3位決定戦
| 6月29日(日) 13:00 | 日立Sun Nexus茨城     | 39-28 | 明治安田ホーリーズ | 日立市民運動公園陸上競技場, 茨城県日立市 |
| 6月29日(日) 13:00 | 勝敗表 トーナメント表 |       |                    | 日立市民運動公園陸上競技場, 茨城県日立市 |

### 決勝戦
| 6月29日(日) 16:00 | AZ-COM丸和MOMOTARO'S  | 20-19 | 東京ガス | 東京大学丸和柏FUSIONフィールド, 千葉県柏市 |
| 6月29日(日) 16:00 | 勝敗表 トーナメント表 |       |          | 東京大学丸和柏FUSIONフィールド, 千葉県柏市 |

| トップイーストリーグ春季交流戦トーナメント 2025年度 優勝 |
| -------------------------------------------------------- |
| AZ-COM丸和MOMOTARO'S 初優勝                              |